# Hypsiboas buriti
Hypsiboas buriti är en groddjursart som först beskrevs av Ulisses Caramaschi och Cruz 1999.  Hypsiboas buriti ingår i släktet Hypsiboas och familjen lövgrodor. IUCN kategoriserar arten globalt som otillräckligt studerad. Inga underarter finns listade i Catalogue of Life.